# Jordan Lotomba
Jordan Lotomba (Yverdon-les-Bains, Suiza, 29 de septiembre de 1998) es un futbolista suizo. Juega como defensa en el Feyenoord de la Eredivisie de los Países Bajos.

## Biografía
Jordan Lotomba llegó al FC Lausanne-Sport procedente del Yverdon-Sport FC a través del centro nacional de preformación de Payerne. Estuvo involucrado en la promoción del club valdense en la Superliga durante la temporada 2015-2016. El 24 de julio de 2016 debutó en la Superliga Raiffeisen contra el Grasshopper Club Zúrich, saliendo desde el inicio, pero fue sustituido en el minuto 67 por Benjamin Kololli (derrotado por 2-0 en el Estadio Letzigrund). Tras 25 partidos en su primera temporada en la primera división, se incorporó al BSC Young Boys para los siguientes cuatro años.
Jugó su primer partido de la Liga de Campeones el 26 de junio de 2017 contra el Dinamo de Kiev en la tercera ronda de clasificación. Entró en el minuto 76 en sustitución de Loris Benito en la derrota por 3-1 en el Estadio Olímpico de Kiev. En el partido de vuelta, cuando el BSC Young Boys ganaba por 1-0 en el Stade de Suisse, pero tenía que marcar al menos un gol más para clasificarse, Lotomba entró en el minuto 85 sustituyendo a Djibril Sow y marcó el 2-0, eliminando a los ucranianos de la competición.

## Selección nacional
Ha sido internacional con Suiza en categorías inferiores. El 7 de octubre de 2020 debutó con la absoluta en un amistoso ante Croacia que perdieron por 1-2.

## Clubes
| Club                 | País         | Año       |
| -------------------- | ------------ | --------- |
| F. C. Lausanne-Sport | Suiza        | 2015-2017 |
| B. S. C. Young Boys  | Suiza        | 2017-2020 |
| O. G. C. Niza        | Francia      | 2020-2024 |
| Feyenoord            | Países Bajos | 2024-     |

## Palmarés

### Campeonatos nacionales
| Título             | Club                 | País  | Año  |
| ------------------ | -------------------- | ----- | ---- |
| Challenge League   | F. C. Lausanne-Sport | Suiza | 2016 |
| Superliga de Suiza | B. S. C. Young Boys  | Suiza | 2018 |
| Superliga de Suiza | B. S. C. Young Boys  | Suiza | 2019 |
| Superliga de Suiza | B. S. C. Young Boys  | Suiza | 2020 |